# Andrés Gómez
Andrés Gómez, född 27 februari 1960, i Guayaquil, Ecuador, är en vänsterhänt tidigare professionell tennisspelare ifrån Ecuador. 

## Tenniskarriären
Andrés Gómez blev professionell ATP-spelare 1979 och spelade tourtennis till 1995. Han vann totalt 21 singel- och 33 dubbeltitlar. Som bäst rankades han som nummer 4 i singel (juni 1990) och som nummer ett i dubbel (september 1986). Han spelade totalt in US$4 385 130 i prispengar.
Gómez var en mycket skicklig singelspelare, särskilt på grusunderlag. Han vann sina 21 titlar 1981-91, 16 av dessa i grusturneringar. Hans bästa säsong var 1984 då han vann 5 singeltitlar på ATP-touren. Bland meriterna märks seger i Italienska öppna vid två tillfällen (1982, finalseger över amerikanen Eliot Teltscher med 6-2, 6-3, 6-2 och 1984, finalseger över amerikanen Aaron Krickstein med 2-6, 6-1, 6-2, 6-2). Han finalbesegrade också spelare som Yannick Noah och Mats Wilander i grusturneringar. 
Sin förnämsta singeltitel vann Gómez 1990 i Franska öppna då han finalbesegrade amerikanen Andre Agassi.  
Gómez hade också mycket stora framgångar som dubbelspelare under hela karriären, men framförallt i början av den. Säsongerna 1980-81 vann han sammanlagt 12 titlar. Han vann hela 18 av sina dubbeltitlar tillsammans med chilenaren Hans Gildemeister, däribland Italienska öppna 1981. Bland dubbelmeriterna märks 2 GS-titlar som han vann med andra partners. Den första GS-titeln vann han i US Open 1986 tillsammans med Slobodan Živojinović) genom finalseger över svenskarna Joakim Nyström/Mats Wilander (4-6, 6-3, 6-3, 4-6, 6-3). I Franska öppna 1988 spelade han i par med spanjoren Emilio Sánchez. Paret nådde finalen där de ställdes mot John Fitzgerald/Anders Järryd som de besegrade med 6-3, 6-7, 6-4, 6-3.   

## Grand Slam-finaler, singel (1)

### Titlar (1)
| År   | Mästerskap    | Finalmotståndare | Setsiffror         |
| 1990 | Franska öppna | Andre Agassi     | 6-3, 2-6, 6-4, 6-4 |

## Övriga Grand Slam-titlar
- Franska öppna
  - Dubbel - 1988 (med Emilio Sánchez)
- US Open
  - Dubbel - 1986 (med Slobodan Živojinović)